# Vicomeer
Het Vicomeer (Italiaans: Lago di Vico / Cimino) ligt in de provincie Viterbo (regio Latium). Het meer is van vulkanische oorsprong, en is dus een kratermeer. Het bestaat ongeveer 100.000 jaar. Van de grotere Italiaanse meren is het Lago di Vico het hoogst gelegen: 510 meter boven zeespiegel. In het noorden wordt het meer begrensd door de Monti Cimini. Dit gebergte reikt tot een hoogte van 1050 meter (Monte Cimino). Het heeft de status van natuurreservaat.
Direct aan het meer liggen geen plaatsen. Caprarola ligt op een kleine afstand van de oostoever. De enorme 16de-eeuwse Villa Farnese is hier het belangrijkste monument. Het vijfhoekige gebouw heeft enorme tuinen die voor het publiek opengesteld zijn.